# Lázár Lovász
Lázár Lovász   (Lipar, 24 de maig de 1942 - Pécs, 17 d'abril de 2023) fou un atleta hongarès, especialista en el llançament de martell, que va competir durant la dècada de 1960.
El 1968 va prendre part en els Jocs Olímpics d'Estiu de Ciutat de Mèxic, on va guanyar la medalla de bronze en la prova del llançament de martell del programa d'atletisme. Fou sisè en la prova de martell al Campionat d'Europa d'atletisme de 1966 i 1969.

## Millors marques
- Llançament de martell. 69,78 cm (1968)[2]